# Apnenik (Šentjernej, Slovenija)
Apnenik je naselje u slovenskoj Općini Šentjerneju. Apnenik se nalazi u pokrajini Dolenjskoj i statističkoj regiji Donjoposavskoj regiji. 

## Stanovništvo
Prema popisu stanovništva iz 2002. godine naselje je imalo 24 stanovnika.